# Außerordentliche Wahl zum Senat der Vereinigten Staaten in Oklahoma 2014
Die außerordentliche Wahl des Senatssitzes der Klasse III im US-Bundesstaat Oklahoma fand am 4. November 2014 statt.
James Lankford gewann die Wahl und ist damit einer von zwei Senatoren im Senat der Vereinigten Staaten für Oklahoma.

## Hintergrund
Oklahomas Senatssitz der Klasse III wurde bei der Wahl des US-Senats 2010 von Tom Coburn gewonnen und ihm bis zum Jahr 2017 übertragen. Da Coburn ankündigte am 3. Januar 2015 zurückzutreten, war eine Neubesetzung notwendig. Durch die Ankündigung konnte die außerordentliche Wahl stattfinden, während er noch im Amt war.

## Ergebnis
Bei der Sonderwahl („special election“) am 4. November 2014 entfielen 67,9 % auf den republikanischen Kandidaten James Lankford, 29 % auf die demokratische Herausforderin Connie Johnson.